# Système de coordonnées curvilignes
Un système de coordonnées curvilignes est une façon d'attribuer à chaque point du plan ou de l'espace un ensemble de nombres.

## Coordonnées curvilignes
Soit un point de l'espace dont les coordonnées sont notées {\displaystyle x,y,z}. Un système de coordonnées quelconques {\displaystyle u,v,w} est obtenu en se donnant trois fonctions arbitraires {\displaystyle f_{1},f_{2},f_{3}} des paramètres {\displaystyle u,v,w}, telles que {\displaystyle x=f_{1}(u,v,w)\,;\,y=f_{2}(u,v,w)\,;\,z=f_{3}(u,v,w)}; ces fonctions sont choisies le plus souvent continues, et même différentiables. Les points correspondant à deux des trois coordonnées constantes décrivent une ligne de coordonnées.

## Coordonnées curvilignes orthogonales
Un système de coordonnées curvilignes est appelé système orthogonal si les lignes de coordonnées sont orthogonales entre elles en chaque point M de l'espace. Les trois vecteurs de base étant tangents en M aux lignes de coordonnées, il en résulte que ces vecteurs sont orthogonaux entre eux en chaque point de l'espace. La notation de Lamé fournit une présentation générale commode des opérateurs différentiels de champ en coordonnées orthogonales.

## Exemples de systèmes de coordonnées curvilignes
- Coordonnées cylindriques
- Coordonnées sphériques